# 拖放

一张图片被拖放至应用中打开

拖放（Drag-and-drop）指的是圖形使用者介面（Graphical user interface）中，「在一個虛擬的物件上按著滑鼠鍵將之拖曳到另一個地方或另一個虛擬物件之上」的動作（或是支持著這樣的用戶界面的技術）。一般而言，這可以用來產生很多種動作，或是在兩個抽象物件當中產生各式各樣的連結。